# 瓦茨拉夫·诺塞克
瓦茨拉夫·诺塞克（捷克語：Václav Nosek，1892年—1955年），捷克斯洛伐克政治人物。内政部长。

## 生平
生于波希米亚工人阶级家庭。青年时为工会活动家。1910年加入捷克社会民主党，领导罢工运动。1921年因支持马克思主义而参与了共产党的建立。1929年当选中央委员。在蘇台德地區纳粹占领期间，他被盖世太保逮捕。1939年出狱后流亡英国。1945年解放后回国任职。首先担任内政部长，负责国家安全工作。他在1948年2月的危机中采取了强硬的态度，人们抱怨他利用警察部队来推进共产党的事业。同年7月19日，在他的提议下，安全部队总人数增加至五千人。1951年，他没有在政治清洗中失势。1953年9月机构重组后转任劳动部长。1955年7月22日在布拉格去世。